# لوایح دوگانه
لوایح دوگانه یا لوایح دوقلو اصطلاحی است که به دو لایحه که توسط دولت اصلاحات در سال ۸۱ به مجلس ششم فرستاده شدند اطلاق می‌شود.
سیدمحمد خاتمی پس از انتخاب مجددش به‌عنوان رئیس‌جمهور در ۱۸ خرداد سال ۱۳۸۰، لایحه‌ای را که سال‌ها پیش، یعنی در تاریخ ۲۲ آبان ۶۵، با عنوان اصلاح مواد فصل دوم قانون تعیین حدود وظایف و اختیارات ریاست‌جمهوری اسلامی ایران آماده شده بود، بار دیگر مورد توجه قرار داد و دولت در تاریخ ۲۷ شهریور ۸۱ آن را تصویب کرد. خاتمی تصمیم گرفت تمام تلاش خود را برای تبیین اختیارات رئیس‌جمهور و اصلاح قانون انتخابات در قالب دو لایحه به کار بگیرد؛ لوایحی که بعدها لوایح دوگانه رئیس‌جمهور و مهم‌ترین لوایح دولت خاتمی در هشت سال ریاست‌جمهوری او لقب گرفت. دولت این لوایح را تقدیم مجلس کرد، اما بین مجلس و شورای نگهبان بارها در رفت‌وآمد گرفتار شد.
خاتمی پیش از رد مجدد لوایح در شورای نگهبان گفته بود لایحه تبیین اختیارات «اگر تصویب نشود، دیگر رئیس‌جمهوری آن نیست که قانون اساسی معین کرده و مردم باید بدانند که به چه رئیس‌جمهوری رأی می‌دهند و چه توقعی از او دارند»؛ خاتمی لایحه اصلاح قانون انتخابات را نیز برای تثبیت حق مسلم مردم و اهتمام به آن می‌دانست، آن‌طوری‌که مورد نظر جمهوری اسلامی ایران است. یک لایحه در مورد تبیین (افزایش) اختیارات رئیس‌جمهور و لایحهٔ دیگر در مورد اصلاح قانون انتخابات بود. این لایحه توسط شورای نگهبان رد شد و نمایندگان مجلس ششم تصمیم بر استعفای جمعی یا تحصن گرفتند که تحصن را به نمایش گذاشتند. محمد خاتمی نیز تهدید به استعفا کرد. عاقبت لوایح توسط محمد خاتمی باز پس گرفته شد.

## طرح
در اولین روز هفته دولت سال ۸۱ سید محمد خاتمی در مصاحبه‌ای با خبرنگاران داخلی و خارجی، خبر از لایحه «اصلاح قانون انتخابات مجلس» از سوی دولت داد.  خاتمی همچنین در آن مصاحبه، از ارائه لایحه‌ای که «تبیین حدود وظایف و اختیارات رئیس‌جمهور» می‌نامید، سخن گفت. رئیس‌جمهور در این مصاحبه گفت: «رئیس‌جمهور ابزارهای لازم برای اجرای هرچه بهتر قانون اساسی را در اختیار ندارد و حق رئیس‌جمهور در این زمینه مورد تردید و انکار قرار گرفته است... لذا لایحه‌ای تنظیم و به مجلس ارائه خواهد شد.». در آن زمان یکی از مباحث مسئله‌ساز درخصوص لایحه دوم، که دولت هشتم آن را مطرح می‌ساخت، جایگزینی واژه «افزایش اختیارات» بود. عبدالله رمضان‌زاده سخنگوی دولت خاتمی و عضو ارشد حزب مشارکت، در همین راستا این لایحه را در واقع افزایش اختیارات خاتمی دانست: لایحه افزایش اختیارات ریاست جمهوری از ضروریات جامعه از نظر دولت است. در مقابل این اظهارات، هاشمی شاهرودی، رئیس قوه قضائیه، این چنین واکنش نشان داد: مشکل اساسی مردم ما، عدم اعمال صحیح اختیارات موجود در قانون و درست پیاده نشدن برنامه‌هاست. در حالی که هنوز یک هفته از وعده خاتمی نمی‌گذشت، «لایحه اصلاح قانون انتخابات مجلس»، توسط محمد علی ابطحی، معاون حقوقی و امور مجلس خاتمی، به مجلس ششم رفت. در مجلس نیز کمیسیون امنیت ملی و سیاست خارجی مجلس ششم به ریاست میردامادی، دبیرکل حال حاضر حزب مشارکت، فوراً آن را در دستور کار قرار داد و ظرف چند دقیقه و بدون طرح نظرات مخالف و موافق این لایحه در کمیسیون امنیت ملی و سیاست خارجی به تصویب رسید. حذف نظارت استصوابی شورای نگهبان اصلی‌ترین محور لایحه انتخابات قلمداد می‌شد و به همین دلیل بود که اصلاح طلبان پس از تصویب کلیات لایحه در کمیسیون امنیت ملی و سیاست خارجی از آن استقبال نمودند. در همین زمینه در تاریخ ۱۲ شهریور ۸۱ رادیو آزادی، از حذف نظارت استصوابی در لایحه دولت اظهار شادمانی نمود و با تأکید بر با فرض تصویب نهایی لایحه اصلاح قانون انتخابات، گروه‌ها و سازمان‌های خارج از حاکمیت برای ورود به مجلس با محدودیت روبه‌رو خواهند بود، از تندروها برای حل این مشکل نیز استمداد طلبید.
به گزارش همشهری آنلاین به نقل از شرق، «در بعضی جاها اختیار رئیس‌جمهور از اختیار یک شهروند عادی کمتر است… لوایح دوگانه حداقل‌هایی است که باید باشد… بدون رعایت روح لوایح، دیگر رئیس‌جمهور خیلی کاره‌ای نیست». این جملات سیدمحمد خاتمی در روزهایی بیان شد که لوایح دوگانه پیشنهادی‌اش بین شورای نگهبان و مجلس دررفت‌وآمد بود؛ لوایحی که به اعتقاد برخی از صاحب‌نظران برای اجرای قانون اساسی و رعایت حقوق ملت لازم و ضروری بود و البته مخالفان نیز معتقد بودند این لوایح، مشکلی از مشکلات مردم را حل نمی‌کند و نباید به دنبال اضافه‌کردن اختیارات رئیس‌جمهور بود.
علی صوفی، فعال سیاسی اصلاح‌طلب در گفت‌وگو با «برنا» دربارهٔ موضع محمد یزدی در مواجهه با لوایح دوقلو بیان کرده‌است: «فردی از مرحوم آیت‌الله یزدی خاطره جالبی نقل کرده‌است. وقتی آقای خاتمی لایحه دوقلوی انتخابات را به مجلس داده‌است یکی از موارد این بوده که ببینند مسئول اجرای قانون اساسی در کشور که در قانون اساسی، رئیس‌جمهور نام برده شده شامل همه اصول قانون اساسی می‌شود یا نه؟ آقای یزدی گفته‌است که مسلم است که شامل همه‌چیز می‌شود. گفته‌اند پس چرا شما در شورای نگهبان رد کرده‌اید، گفته‌اند چون آقای خاتمی سؤال کرد!»

### تهدید به خروج از حاکمیت
در حالی که لوایح دوگانه هنوز به تصویب مجلس اصلاحات نرسیده بود، برخی اعضای حزب مشارکت رد لوایح از سوی شورای نگهبان را مسبب بحران در نظام و استعفای خاتمی دانستند. در همین راستا عباس عبدی، رد لوایح دوگانه از شورای نگهبان را عامل فروپاشی نظام جمهوری اسلامی دانست و گفت که بقای نظام در گرو تصویب و تأیید لایحه تبیین اختیارات رئیس‌جمهوری و اصلاح قانون انتخابات است… جز تصویب و تأیید این لوایح، هر برخورد دیگری که با آنها صورت گیرد، نه تنها مشکلات نظام را حل نخواهد کرد بلکه ممکن است به فروپاشی نیز منجر شود! وی همچنین تز خروج از حاکمیت را افشا نمود: در صورت تأیید نشدن کامل این دو لایحه، اصلاح‌طلبان از حاکمیت خارج خواهند شد؛ زیرا عملاً کاری از دست آنها برنخواهد آمد تا به مطالبات مردم پاسخ دهند. خروج از حاکمیت هم شامل استعفای دسته‌جمعی رئیس‌جمهوری و نمایندگان مجلس ششم است. شکوری‌راد، دیگر عضو ارشد حزب مشارکت، نیز بر تهدیدی که از سوی عباس عبدی علیه نظام صورت گرفته بود، صحه گذاشت و مدعی شد که: در صورت مخالفت شورای نگهبان با حذف نظارت استصوابی، رئیس‌جمهور تصمیم‌های جدیدی خواهد گرفت که کناره‌گیری می‌تواند یکی از این تصمیمات باشد. در همین زمینه همچنین دو ماه بعد حجاریان، خاتمی را دارای خطوط قرمزی دانست که اگر خط قرمزش را بشکنند، ادامه نخواهد داد و با رد لوایح دوگانه، خاتمی از رئیس‌جمهوری کناره‌گیری خواهد کرد. همچنین علی تاجرنیا، عضو حزب مشارکت، تهدید خروج از حاکمیت را در صورت رد لوایح دوگانه حتمی دانست: ما اگر نتوانیم به این خواسته خود (تصویب و تأیید لوایح) برسیم طبیعتاً راهی جز این نداریم که برای ماندن یا نماندن در حاکمیت فکری بکنیم. در ادامه‌ تهدیدات به خروج از حاكمیت و فروپاشی نظام، حمید رضا جلایی‌پور دیگر عضو حزب مشاركت معتقد بود: «این حركت نباید از سوی آقای خاتمی و نمایندگان اصلاح‌طلب منفعلانه باشد».
مهدی کروبی، رئیس‌مجلس ششم و دبیرکل وقت مجمع روحانیون مبارز در صحن علنی مجلس علیه نظارت استصوابی موضع گرفت: «نظارت استصوابی شورای نگهبان در انتخابات، پس از رحلت امام خمینی(ره) محل بحث و گفت‌وگو شد و تا آن زمان عبارت نظارت استصوابی مطرح نبود.» وی ضمن انتقاد از برخی روزنامه‌ها که طرح حذف نظارت استصوابی را یک طرح آمریکایی نامیده بودند، گفت: «آیا اگر آمریکایی‌ها گفتند خدا و ما هم گفتیم خدا، ما آمریکایی هستیم؟». با این وجود، وی بعدها در گفت و گویی به پشت پرده طرح خروج از حاکمیت اشاره می‌کند و می‌گوید: همان زمان احساس کردم که طرح خروج از حاکمیت به شدت مطرح می‌شود و حرف‌هایی در جلساتی زده می‌شود و نامه‌هایی نوشته می‌شود که گویای درگیری‌های تندی است. در جلسه ای که بزرگان بودند به صراحت گفتم، من وارد ماجرایی می‌شوم که بدانم از کجا شروع شده و به کجا ختم می‌شود. زمزمه خروج از حاکمیت آنقدر در جامعه پیچیده که یک روز رفتم تا جلسه مجلس را اداره کنم، یکی از نمایندگان آمد و گفت: «برای چی مانده‌ای، همه می‌گویند نباید در حکومت بمانیم، نتیجه ندارد، فقط به او نگاه کردم و رفتم.» یکی دو روز بعد چند نفر به دفتر من در مجلس آمدند و حرف‌هایی زدند که برخی از آنها خیلی تلخ بود، من گفتم این کار ما مصلحت نیست، ما باید دو کار کنیم، اول عیوب خودمان را مانند اختلافات در ستاد اقتصادی دولت که آن روزها مشکلات زیادی ایجاد کرده بود حل کنیم و بعد یک جلسه بگذاریم و حرف‌هایمان را هماهنگ کنیم و سپس به ملاقات مقام معظم رهبری برویم و در جلسه با ایشان اول از همه همه من حرف می‌زنم؛ زیرا می‌دانستم اگر ابتدا خودمان مشکلات اجرایی را حل نکنیم مقام معظم رهبری حتماً می‌گویند اول این مشکلات را حل کنید. دوستان در آن جلسه از پیشنهاد من خیلی استقبال کردند اما همین که از دفتر من بیرون رفتند، احساس کردم که دیگر اصلاً موضوعی با من مطرح نخواهد شد زیرا می‌دانستم که من آمادگی برای حمایت از کارهای آنها را ندارم.

### سناریوی رفراندوم
تهدید تندروهای اصلاح طلب تنها خروج از حاکمیت را در برنگرفت بلکه آنان برگزاری رفراندوم را گزینه دیگری برای تهدید در نظر گرفته بودند. تهدید برگزاری رفراندوم را حزب مشارکت پس از گفته‌های عبدالکریم سروش، در دستور کار قرار داد. سروش که از آمریکا به ایران آمده بود، در مصاحبه‌ای با رویداد، ارگان اینترنتی حزب مشارکت، دربارهٔ راه‌های پیش پای افراطیون پس از رد لوایح از سوی شورای نگهبان، رفراندوم را به عنوان تهدید ساختار شکنانه‌ای پیشنهاد داد:از جمله رفراندوم را می‌توان در این راستا مورد توجه قرار داد. در جهت استفاده از این راهکار میردامادی، رئیس کمیسیون امنیت ملی و سیاست خارجی مجلس ششم، بیان داشت که: طبق قانون می‌توان در مورد مسائل مهم، تقاضای همه‌پرسی کرد و همه‌پرسی می‌تواند یکی از گام‌ها باشد. محمدرضا خاتمی، نیز بر راه حل رفراندوم تأکید کرد: «اگر از سوی شورای نگهبان (لوایح دوگانه) رد شود، رفراندوم را پیشنهاد می‌کنیم.». به فاصله سه روز از تهدید صورت گرفته رضا خاتمی مبنی بر رفراندوم، جلایی‌پور نیز در مصاحبه‌ای با ایسنا بر این تهدید صحه گذاشت: اگر لوایح تصویب نشود، جنبش اصلاحی دو راهکار پیش رو دارد: اول رفراندوم و نهایتاً استعفا.
علی کشتگر، از اعضای چریک‌های فدایی خلق، در مصاحبه با رادیو صدای آمریکا و در پاسخ به این سؤال که «موضوع رفراندوم باید نوع حکومت ایران باشد یا لوایح دوگانه» برگزاری رفراندوم را حتی اگر در مورد نظارت استصوابی شورای نگهبان یا اختیارات رئیس‌جمهوری باشد، یک پیروزی بسیار بزرگ برای اپوزیسیون دانست و از آن به عنوان مقدمه‌ پیشرفت‌های بیشتر در جهت براندازی جمهوری اسلامی یاد كرد.

## تصویب در مجلس
در هفته اول آبان ۱۳۸۱، کلیات لایحه «تغییر قانون انتخابات» در صحن علنی مجلس مطرح گردید که پس از اظهارات محسن آرمین، مجید انصاری و محسن میردامادی، نمایندگان تهران، اکبر اعلمی نماینده تبریز و قاسم معماری، نماینده اهر در موافقت و حمیدرضا حاجی‌بابایی نماینده همدان، حسن سبحانی نماینده دامغان، سیدمحمد ابوترابی‌فرد نماینده قزوین، موسی قربانی نماینده قائنات و محمدباقر ذاکری نماینده قوچان در مخالفت با لایحه و نیز نظر موافق مخبر کمیسیون امنیت ملی و نماینده دولت، به تصویب مجلس ششمی‌ها رسید. در ۱۹ آبان ۱۳۸۱ نیز، کلیات لایحه «تبیین اختیارات ریاست جمهوری» در صحن علنی مجلس به تصویب رسید. این در حالی بود که ایرادات فراوانی از سوی حقوقدانان مختلف با دیدگاه‌های سیاسی متفاوت بر این لایحه وارد شده بود. در جریان تصویب لایحه انتخابات در هفتم بهمن پیش از آنکه مجلس وارد بحث پیرامون لایحه بودجه سال ۱۳۸۲ شود، اولین بند لایحه تغییر قانون انتخابات، یعنی حذف نظارت استصوابی شورای نگهبان به بحث گذاشته و پس از سخنان مخالف و موافق، تصویب شد.
طبق این مصوبه، ماده ۳ قانون انتخابات مجلس مصوب سال ۱۳۷۸ که بیان می‌داشت: «نظارت بر انتخابات مجلس شورای اسلامی برعهده شورای نگهبان است و این نظارت، استصوابی، عام و در تمام مراحل و در تمامی امور مربوط به انتخابات، جاری است»، به این شرح تغییر یافت: «به موجب اصل ۹۹ قانون اساسی ایران، نظارت بر انتخابات مجلس شورای اسلامی بر اساس مفاد این قانون، بر عهده شورای نگهبان است.»
تغییر ماده ۳ قانون انتخابات، هدف اصلی لایحه دولت به‌شمار می‌آمد؛ چرا که حذف قید نظارت استصوابی از وظایف شورای نگهبان را محقق می‌ساخت. از این رو تغییر این بند، بسیار زودتر از پرداختن به سایر بندها صورت گرفت. سه هفته بعد، در آستانه انتخابات شوراها، کار بررسی لایحه تغییر قانون انتخابات مجلس ادامه یافت و به دنبال حذف نظارت استصوابی، شرط اعتقاد و التزام کاندیداهای مجلس به اسلام و ولایت‌فقیه حذف و صرف مسلمان بودن و ابراز وفاداری به قانون اساسی در فرم ثبت نام، جایگزین این شروط شد. نمایندگان مجلس در یکی دیگر از جلسات خود، با تغییر ۹ ماده از قانون انتخابات، ضمن کاهش نظارت شورای نگهبان بر انتخابات مجلس، نظارت رئیس‌جمهور بر این انتخابات را تصویب کردند! روز ۹ اسفند بود که مجلس ششم، بررسی لایحه تغییر قانون انتخابات را پی‌گرفت و با تصویب آخرین بندها، رسیدگی به این لایحه را به پایان رساند. 
همزمان با پایان یافتن بررسی لایحه تغییر قانون انتخابات، اجلاس مجلس خبرگان رهبری برگزار شد. در افتتاحیه این اجلاس، مشکینی، رئیس مجلس خبرگان، با انتقاد از تخلف نمایندگان مجلس ششم از قانون اساسی تأکید کرد: «خبرگان رهبری از حوادث تلخ داخلی که به دست متصدیان قانون صورت می‌گیرد مانند حذف نظارت استصوابی شورای نگهبان، حذف التزام عملی به ولایت فقیه و اسلام در قانون انتخابات و تأیید صلاحیت برخی ناصالح‌ها (در انتخابات شوراها) که برخلاف نظر صریح امام (ره) می‌باشد، جداً ابراز تأسف می‌کند.»  مهدی کروبی، رئیس مجلس ششم نیز بعدها ارائه لوایح دوقلو را اشتباه بزرگ خاتمی خواند و گفت: اگر لوایح دوگانه تصویب (تأیید) می‌شد از بزرگ‌ترین اشتباهات این مجلس بود و باعث می‌شد که با بن‌بست برخورد کنیم بنابراین یکی از مشکلات مجلس ششم همان لوایحی بود که آقای خاتمی ارائه کرد. در آن گیرودار، لوایح دوقلو به مجلس رفت که وضع را به کلی به هم زد زیرا چیز جدیدی بود و حتی خودم نگاه کردم و دیدم که تذکراتی دربارهٔ دخالت در امور مجلس دارد. در جلسه ای که من، خاتمی و موسوی خوئینی‌ها بودیم، گفتم، من مخالف این لایحه هستم، توضیح دادم و گفتم نظارت و سؤال حق مجلس است و نمی‌توانید بگویید که از این حق خود استفاده نکند. آقای موسوی خوئینی‌ها هم حرف من را تأیید کرد. تحرک و حرکتی شد که هر چه جلوتر رفتیم شاهد تندتر شدن فضا بودیم بالاخره یک حرکاتی در داخل و خارج مجلس شروع شد که توپ را به زمین مجلس بیندازند. دربارهٔ لوایح دوگانه حتی من تذکراتی دادم و جلساتی با شورای نگهبان داشتیم ولی به نتیجه نرسید.

## رد شدن در شورای نگهبان
با پایان تعطیلات نوروزی سال ۱۳۸۲ و شروع به کار دوباره مجلس ششم، شورای نگهبان پس از بحث و بررسی لایحه تغییر قانون انتخابات مجلس، این لایحه را در ۳۹ مورد خلاف قانون اساسی و در ۷ مورد خلاف شرع تشخیص داد و آن را رد کرد. در نوزدهم اردیبهشت ۸۲، شورای نگهبان پس از بررسی لایحه تبیین حدود وظایف و اختیارات ریاست جمهوری در جلسات متعدد، این لایحه را نیز در مواردی با قانون اساسی مغایر تشخیص داد و این مغایرت‌ها را در ۱۰ بند به مجلس برای اصلاح بازگرداند. تهدیدها به جایی نرسید اما خاتمی در آخرین روز اردیبهشت ۱۳۸۲، در گفت‌وگویی با خبرنگاران، مجدداً بر این لوایح تأکید کرد و گفت: «اگر مواردی هم واقعاً خلاف شرع و قانون اساسی باشد،‌ باید اصلاح شود.»

### واکنش‌ها به اعلام دیدگاه شورای نگهبان
اعلام رسمی نظر شورای نگهبان در مورد لایحه انتخابات مجلس، حملات تند مجلس ششم و رسانه‌های وابسته به آن را در پی‌داشت. روزنامه یاس نو، ارگان حزب مشارکت، لایحه تغییر قانون انتخابات را بزرگ‌ترین چالش کشور نامید و مدعی شد: مملکت دو راه بیشتر در پیش ندارد: یا باید دیدگاه‌های اعمالی حاکمیت، به سمت پذیرش رأی آزادانه مردم در انتخابات مجلس هفتم پیش برود که لازمه آن لغو نظارت استصوابی است یا باید نقطه نظرات خاص شورای نگهبان در ارتباط با رد صلاحیت جامه عمل بپوشد. همچنین محمدرضا خاتمی، نایب رئیس مجلس و دبیرکل وقت حزب مشارکت، نیز رفراندوم را تنها گزینه در این شرایط عنوان نمود و مدعی شد که به هیچ وجه از حذف نظارت استصوابی کوتاه نخواهند آمد. در این میان برخی عناصر اپوزیسیون خارج از کشور نیز، به تقویت بحث رفراندوم و تحریک جریانات داخلی پرداختند. علیرضا نوری‌زاده، طی مصاحبه‌ای با رادیو صدای آمریکا، رفراندوم را راه پایانی اصلاح‌طلبان دانست و چنین اظهار نظر کرد: در زمینه دو لایحه، یکی را شورای نگهبان رد کرده و تردیدی نیست که دومی را رد خواهد کرد و در برابر، مجلسیانی که قبلاً اصلاح‌طلبانشان عنوان کرده بودند که این لوایح را به مجمع تشخیص مصلحت نظام نمی‌فرستند که داوری کند، به نظر می‌رسد که یگانه راه‌حل، رفراندوم است.
پس از رد شدن دومین لایحه در نوزدهم اردیبهشت ۸۲، مجلسی‌ها حملات مجددی را تدارک دیدند و آتش توپخانه‌های خود را شدیدتر کردند. در این راستا رمضان‌زاده، عضو ارشد حزب مشارکت و سخنگوی دولت اصلاحات، در واکنشی اعلام کرد که: نمی‌دانم رئیس‌جمهور در این باره چه عکس‌العملی نشان خواهد داد. همچنین تاج‌زاده، عضو شاخص حزب مشارکت، دربارهٔ اقداماتشان در واکنش به رد لوایح دوگانه، ضمن تهدید به خروج از حاکمیت، تهدید به تغییر فصل‌هایی از قانون اساسی کرد: اگر این دو لایحه در نهایت تصویب نشود، بخش‌هایی از اصلاح‌طلبان به این نتیجه می‌رسند که با استعفای خود و عدم پذیرش مسئولیت، در شرایطی که قرار نیست آزادی انتخابات و حق شهروندی رعایت شود، صدای اعتراض خود را بلند خواهند کرد. تصور می‌کنم که ما حتی به سمتی خواهیم رفت که بخشی از اصلاح‌طلبان با ارائه پیشنهادی مشخص، به تغییر فصل‌هایی از قانون اساسی تأکید کنند. علی‌رغم آنکه اعضای ارشد حزب مشارکت مدعی بودند اکثریت نمایندگان حمایت خود را از گزینه‌های همه‌پرسی و استعفا اعلام کرده‌اند، جلسه‌ای که قرار بود برای بحث دربارهٔ این گزینه‌ها از سوی فراکسیون مشارکت برگزار شود، هرگز به رسمیت نرسید. همچنین فاش شد که دربارهٔ استعفا و همه‌پرسی، فراکسیون حزب مشارکت در مجلس اقدام به نظرسنجی نمود که نتایج آن از ۱۴۳ نماینده عضو این فراکسیون را روزنامه اعتماد چنین افشا کرد: در نظرسنجی انجام شده، دوازده نماینده مستقیماً طالب استعفا بوده‌اند. برخی نیز معتقد بوده‌اند که رئیس‌جمهور خود باید استعفا بدهد. ظاهراً رئیس‌جمهور نیز در پاسخ به این دیدگاه گفته‌است که نمایندگان معتقد به استعفا خود باید به این اقدام مبادرت ورزند.
سید علی خامنه ای در جلسه پرسش و پاسخ دانشجویان دانشگاه شهید بهشتی در پاسخ به سؤال دانشجویی که پرسیده بود: با توجه به اختلاف جدّی مجلس و شورای نگهبان درخصوص لوایح دوگانه، پیشنهاد شما برای فیصله یافتن ‌آن قضیه چیست، قانون و روال قانونی را مبنای حل اختلاف عنوان نمود: «به نظر بنده باید ممشای قانونی طی شود؛ بالاخره قانون برای همین چیزهاست. اصلاً قانون برای این است که کسی نتواند با صدای کلفت، حرف خودش را در جایی سبز کند و به کرسی بنشاند. قانون، فاصل است؛ همه چیز باید طبق قانون و براساس ممشا و روال قانونی باشد. قانون اساسی روالی را معیّن کرده،‌ قوانین عادی هم دارند؛ بنابر این همان روال باید طی شود. به نظر بنده این لوایح و لوایح دیگر، هیچ کدام از این جهت تفاوتی ندارند».

#### نامه جام زهر
با آشکار شدن شکست اجرای تهدیدات مجلس ششمی‌ها و عدم همراهی دیگر نمایندگان با آنان برای جنجال‌آفرینی بر سر رد لوایح دوگانه، برخی نمایندگان مجلس ششم دست به یک اقدام جنجالی زدند و آن نگارش نامه ای موسوم به جام زهر خطاب به رهبر بود که حزب مشارکت و سازمان مجاهدین انقلاب به امضای برخی از نمایندگان مجلس رسانده بودند. این نامه پیش از آنکه به‌دست رهبر برسد در سایت‌های اینترنتی منعکس گردید و برای مدتی، خوراک تبلیغاتی رسانه‌های غربی مخالف جمهوری اسلامی را فراهم نمود. 
در بخش‌هایی از این نامه آمده‌است: با این‌حال و روز کشور، فرصت چندانی باقی نمانده‌است. غالب مردم ناراضی و ناامید، اکثریت نخبگان ساکت یا مهاجر، سرمایه‌های مادی گریزان و نیروهای خارجی از هر طرف کشور را احاطه کرده‌اند. با این وضع برای آینده کشور دو حالت بیشتر متصور نیست یا دیکتاتوری و استبداد که در خوشبینانه‌ترین حالت، فرجامی جز وابستگی و در نهایت فروپاشی یا استحاله ندارد یا بازگشت به اصول قانون اساسی و تمکین صادقانه به قواعد دموکراتیک. ۱۲۷ نماینده مجلس ششم در سطور دیگر نامه نیز این ادبیات را به کار بردند و در قسمت پایانی آن از رهبر تقاضای عذرخواهی کردند: اگر جام زهری باید نوشید، قبل از آنکه کیان نظام و مهم‌تر از آن استقلال و تمامیت ارضی کشور در مخاطره قرار گیرد، باید نوشیده شود و بی‌تردید این برخورد خردمندانه و متواضعانه، از سوی ملت با همان پاداشی مواجه می‌شود که امام عزیز راحل روبه‌رو شد. به دنبال این نامه، بیانیه‌ای تهدیدآمیز نیز از سوی ائتلاف «حزب مشارکت، سازمان مجاهدین و عناصر گردهمایی اپوزیسیون داخلی نظیر نهضت آزادی و ملی ـ مذهبی‌ها» منتشر گردید. آنها در این بیانیه که در روزنامه یاس‌نو، جریده وقت حزب مشارکت، انتشار یافت، گفتند که نامه‌هایی دیگر در صورت تن ندادن به خواسته‌هایشان خواهند نوشت: چنانچه نامه ملایم و محترمانه نمایندگان که در آن همه شئون رسمی و متعارف لحاظ شده‌است، پسند خاطر عده‌ای قرار نگیرد، ای بسا باید روزی را چشم داشت که قلم‌هایی تیزتر برای نگارش عباراتی صریح‌تر و عاری از ملاحظات مرسوم و متعارف به گردش در آید. ائتلاف حزب مشارکت با گروه‌های اپوزیسیون داخل‌نشین، نشان از آن داشت که آنان با سرعتی عجیب در راه فاصله گرفتن از نظام هستند. با تصویب شورای عالی امنیت ملی به ریاست محمد خاتمی، تمام روزنامه‌ها از انتشار نامه ۱۲۷ نماینده و ارائه خبر و تحلیل له یا علیه آن منع شدند اما روزنامه نوروز وابسته به حزب مشارکت با درج اطلاعیه شورای عالی امنیت ملی برخی از بخش‌های صفحه اول، دوم و سوم اش را به صورت سفید چاپ کرد که این مسئله به شدت مورد اعتراض علی ربیعی مشاور امنیتی خاتمی قرار گرفت و ربیعی این اقدام را تمسخر قانون خواند.
مهدی کروبی درباره این نامه نگاری می‌گوید: نامه را نمایندگان روی سایت‌ها قرار دادند. در آن روزها بود که یکی از نمایندگان اقلیت‌های مذهبی به دفتر من آمد و گفت که برخی از دوستان می‌آیند و بالای سر من می‌ایستند و امضا می‌گیرند و من آمده‌ام که صریحاً از این امضا اعلام برائت کنم. عده ای مکرر می‌آمدند و می‌گفتند که ما فکر می‌کردیم این نامه محرمانه است و حتی عده ای می‌گفتند که از اصل ماجرا خبر نداشتند و از امضای آن ابراز پشیمانی می‌کردند. وی می‌افزاید که روز شنبه بود که به جلسه شورای عالی امنیت ملی رفته بودیم احساس کردم که وضع مطلوبی حاکم نیست و بخش مهمی از اعضا و بویژه نیروهای مسلح از اوضاع ناراحت هستند. در همان حال دیدم که یکی از فرماندهان نظامی آنجا در حال توزیع نامه است، برخی اسامی را من آنجا دیدم و البته می‌دانستم که بسیاری با رضایت آن را امضا نکرده‌اند، بارها به دوستان گفته بودم که از بچه‌های مجلس با این روش امضا نگیرید، از کسانی امضا بگیرید که پایش بایستند. در جلسه شورای امنیت ملی، دیدیم آقای خاتمی بسیار برافروخته شد و نامه ای به رئیس دفترش که برادرش بود نوشت و گفت به روزنامه‌ها اعلام کنید نامه را منتشر نکنند، بعد هم آقای ربیعی را فرستادیم که حتماً تأکید شود، روزنامه‌ها آن را منتشر نکنند. همان‌جا آقای خاتمی با توجه به حساسیت مجلس گفت: در مجلس نامه را نخوانید. من آمدم خودم برکارم تکیه کردم، بنا هم نداشتم از کسی هزینه کنم و هزینه هم نکردم. همان شب یک فرد مهم و حساس به من تلفن کرد و گفت: اگر این نامه در مجلس خوانده شود رادیو مجلس قطع می‌شود، من هم به آنها گفتم که شما نباید رادیو را قطع کنید زیرا رادیو مجلس در اختیار رئیس مجلس است و با دستور رئیس قطع می‌شود ولی من جلوی این قضیه را می‌گیرم و حتی اگر هم لازم باشد می‌گویم که رادیو را قطع کنند اگر شما این کار را بکنید اوضاع به هم می‌ریزد. در آن روز هر چی تلاش کردند امضا را به حدی برسانند که در صحن علنی، نامه خوانده شود امضا به حد لازم نرسید. در همان روزها قرار بود آقای رسول مهرپرور نطق کند که شنیدم او را قانع کرده‌اند تا نامه را در نطق خود بخواند. تا او خواست پشت تریبون قرار گیرد من به او سه پیشنهاد کردم و گفتم: یا نطق خود را کنار بگذار یا اینکه نطق عادی خود را بخوان یا من رادیو را قطع می‌کنم. آقای مهرپرور راه دوم را انتخاب کرد و نطقش را ادامه داد و او بهترین راه را انتخاب کرد. در این ماجرا گروهی خاص در درون مجلس با هماهنگی گروهی در خارج حرکت‌ها را کنترل و هدایت می‌کردند.

## استرداد لوایح
کمیسیون‌های سه جانبه مجلس، دولت و شورای نگهبان ادامه بحث دربارهٔ لوایح دوگانه را بر عهده گرفتند. این مذاکرات در طول تابستان سال ۱۳۸۲ میان نمایندگان دولت، مجلس و شورای نگهبان پی‌گیری شد؛ اما با توجه به اصرار نمایندگان مجلس و دولت بر عدم اصلاح بندهای مورد ایراد شورای نگهبان، این مذاکرات عملاً به بن‌بستی بی‌برگشت ختم شد. بدین‌ترتیب پرونده ماراتنی لوایح دوگانه که طی یک سال و نیم از سوی دولت خاتمی و مجلس ششم تعقیب می‌شد، مهروموم می‌گردد. به اعتقاد تحلیلگران، تهیه و ارائه لوایح دوگانه تاکتیکی معطوف به انتخابات مجلس هفتم و برای تأثیرگذاری بر این انتخابات، از طریق کاستن از اختیارات نظارتی شورای نگهبان و افزایش دایره اختیارات قوه مجریه بوده‌است. بر همین اساس بود که در پایان تابستان ۱۳۸۲، هنگامی که امیدی برای مشارکتی‌ها جهت پی‌گیری این لوایح باقی نمانده بود و زمانی که جرقه برگزاری انتخابات مجلس هفتم به تدریج زده شد، لوایح دوگانه دیگر ابزار مناسبی برای بهره‌گیری در انتخابات مجلس هفتم به حساب نیامد. این را به صراحت می‌توان در سخنان محسن میردامادی، دبیرکل حال حاضر حزب مشارکت، مشاهده کرد. 
با وجود آنکه خاتمی امیدوار بود رایزنی‌ها و گفت‌وگوهای انجام‌شده کارساز باشد و لوایح و حداقل لایحه تبیین اختیارات رئیس‌جمهور به تصویب برسد، رفت‌وبرگشت لوایح دوگانه بین مجلس و شورای نگهبان، او را -که روزی گفته بود «لوایح را پس نمی‌گیرم و به مجمع هم نمی‌دهم» - به این نتیجه رساند که لوایح را از مجلس پس بگیرد؛ به این ترتیب معاون حقوقی او راهی مجلس شد تا با بیان اینکه «بنای این دو لایحه بر احقاق حقوق مردم بود» از نمایندگان مجلس بخواهد که به استرداد دو لایحه رأی مثبت دهند. سید محمد خاتمی در 11 خرداد 1382 با ارسال نامه‌ای به رئیس‌مجلس، مهدی کروبی، اعلام کرد: «ارجاع لایحهٔ تبیین اختیارات رئیس‌جمهور به مجمع تشخیص مصلحت نظام به معنای پذیرش اشکالات شرعی و قانونی است و من حاضر نیستم مسئولیتی را برخلاف قانون اساسی و شرع ولو براساس تشخیص مصلحت برعهده بگیرم.» و سپس در تاریخ 25 فروردین 1383 خواستار استرداد لوایح دوقلو از سوی مجلس به دولت شد و ماجرای این دو لایحه عملاً پایان یافت.
ابطحی در صحن علنی مجلس گفت: «انتخابات [مجلس هفتم] بیشتر از گذشته نشان داد که ما به قانونی فراگیرتر از قانون فعلی و حتی لایحه نیاز داریم. انتخابات بدون توجه به لایحه برگزار شد و تمام رایزنی‌ها و تلاش‌ها دربارهٔ لایحه به نتیجه نرسید، طبعاً بعد از برگزاری انتخابات، دلیلی برای دادن لایحه وجود نداشت و باید استرداد می‌شد…. قانون تبیین اختیارات در زمان ریاست‌جمهوری خامنه‌ای تدوین شده‌است، روح لایحه این قانون این بود که رئیس‌جمهور تضمینی برای اجرای قانون داشته باشد. رئیس‌جمهور در مواردی مثل توقیف مطبوعات به قوه قضائیه تذکر داد که رئیس قوه قضائیه آن را حق رئیس‌جمهور ندانست. این لایحه با مشاوره حقوقی حقوق‌دانان بزرگی تدوین شد و تصور این بود که اشکال ندارد، اما وقتی تصویب شد شورای نگهبان جزوه‌ای در رد آن ارائه داد».
میردامادی در گفت و گویی با روزنامه ایران در روز ۱۵ شهریور ۸۲ از بی‌ارزش شدن لوایح دوگانه سخن گفت و اعتراف کرد که: بنده معتقدم لوایح ارزش قبلی خود را از دست داده‌است. محمد خاتمی نیز که از ابتدا خواستار پایان کار در مجلس شده بود و گفته بود که نمی‌خواهد این لوایح به مجمع تشخیص برود با ارسال نامه ای به مهدی کروبی رئیس مجلس وقت خواستار بازپس‌گیری لوایح دوقلو شد. خاتمی در بخشی از نامه خود خطاب به کروبی نوشت: «شورای محترم نگهبان حتی به رغم مصوبات روشن و متقن پیشین خود در مورد وظایف و اختیارات رئیس‌جمهوری هر دو لایحه را با اشکالات فراوان به مجلس بازگرداند و با وجود انعطاف نمایندگان مجلس و نمایندگان دولت همچنان بر نظرات خود پافشاری می‌کند.» رئیس‌جمهوری دولت اصلاحات در خاتمه این نامه نوشت: «به هر حال از آن جهت که احتمال می‌دهم باقی ماندن این دو لایحه در دستور کار مجلس در آینده موجب تغییرات بیشتری برخلاف روح کلی و حقوق و منافع مردم و نقش و موقعیت رئیس‌جمهوری شود با توجه به اینکه این دو لایحه به تصویب نهایی نرسیده، تقاضای استرداد آنها را از مجلس شورای اسلامی دارم.» به نوشته روزنامه سرمایه، استرداد لوایح دوقلوی خاتمی تنها سوت پایانی بود بر مجادله یک سال و نیمه دو جناح حاکم بلکه به عقیده ناظران در واقع پایان دوره ای از اقدامات ناموفق خاتمی و همراهانش بود که می‌کوشیدند با توسل به آنها اصلاحات را به پیش ببرند.
استرداد لوایح در مجلس مخالفی نداشت و پس از سخنان ابطحی، استرداد دو لایحه به صورت جداگانه به رأی نمایندگان گذاشته شد و نمایندگانی که اکثرشان اعتقاد داشتند لوایح کف اختیارات رئیس‌جمهور است و تصویب‌شدن آن ضرورت دارد با احترام به نظر رئیس‌جمهور با اکثریت قاطع به استرداد رأی دادند. این اتفاق در حالی رخ داد که صاحب‌نظرانی از مجلس، دولت، جامعه حقوقی و دانشگاهی کشور، تصویب لوایح را مفید به حال جامعه و تأثیرگذار در آینده کشور می‌دانستند؛ اگرچه برخی صاحب‌نظران معتقد بودند که لایحه رئیس‌جمهور لایحه‌ای ضعیف بوده و از اختیارات قانونی کافی برخوردار است.
شایان ذکر است انتخابات مجلس هفتم با رد صلاحیت گسترده اصلاح‌طلبان توسط شورای نگهبان و اکثر نمایندگانی که در همین قضیه در مجلس پیگیری کرده و دست به تحصن زده بودند انجام شد.

## برخی موافقان و مخالفان وقت
در اوّلین واکنش‌ها، سید محمدعلی ابطحی (معاون امور حقوقی و پارلمانی خاتمی) اعلام کرد: «افزایش اختیارات حقّ خاتمی است، آنچه که رئیس‌جمهور طلب کرده، زیاده‌خواهی نیست و بلکه نتیجه پنج سال تجربه است».
محمد هاشمی پس از رد لوایح اعتقاد داشت که نباید حساسیت زیادی نسبت به تصویب یا رد لایحه تبیین اختیارات رئیس‌جمهور ایجاد کرد، زیرا مشکلی از مشکلات مردم و کشور را حل نمی‌کند. او گفته بود: «اگر مبنا قانون اساسی و وظایف و اختیاراتی باشد که این قانون برای دستگاه‌های مختلف نظام تعیین کرده، باید گفت که در تصویب لایحه اختیارات رئیس‌جمهور، مجلس به وظیفه‌اش عمل کرده و در رد مواردی از این لایحه هم، شورای نگهبان به وظیفه قانونی‌اش عمل کرده‌است؛ بنابراین کسانی که شعارشان قانون‌مندی و حاکمیت قانون است نباید در پذیرش مصوبه مجلس و نظر شورای نگهبان، تفاوتی قائل باشند». علی لاریجانی نیز اعتقاد داشت که اگر رئیس‌جمهور قصد کارکردن داشته باشد، فرصت و ظرفیت آن فراهم است و اختیاراتش کم نیست، اما اگر کسی دنبال کار نباشد می‌تواند هزار بهانه بیاورد تا کار نکند. او گفته بود: طبق قانون اساسی رئیس‌جمهور دارای اختیارات مناسب است.
محسن رضایی نیز معتقد بود: «قانون اساسی، اختیارات قابل توجهی را به رئیس‌جمهور داده‌است. رئیس‌جمهور می‌تواند در شورای عالی امنیت ملی تصمیم بگیرد، می‌تواند با وزارت اطلاعات و پلیس موانع را از سر راه خود بردارد. رئیس‌جمهور یک آدم بی‌دست‌وپا نیست».
حسین انصاری راد، رئیس کمیسیون اصل ۹۰ مجلس ششم، هم پس از رد لوایح دوقلو به خبرگزاری «ایسنا» گفته بود: «روشن بود که در این دو لایحه و تصمیمات اتخاذشده در مورد رد گسترده انتخاب‌شوندگان امری سیاسی و ناشی از نوع استنباط و مصلحت‌اندیشی خاصی بود که نمی‌توانست مورد تأیید قاطبه حقوق‌دانان بی‌طرف باشد. رئیس‌جمهور طبق قانون اساسی شخص دوم کشور و مسئول اجرای قانون اساسی و موظف به پاسداری از آن است، واضح است که مجری قانون اساسی و موظف به پاسداری از آن، لزوماً باید ناظر بر قانون و اجرای آن باشد. با توجه به این امر رئیس‌جمهور در صورت نقض قانون باید بتواند ناقض قانون را مورد سؤال و پیگرد قرار داده و به او اخطار دهد و مسئولیت بخواهد و این مطلب روشنی از نظر کارشناسان بی‌طرف بود، اما مسئولان جناح اصولگرا و محافظه‌کار، نظارت رئیس‌جمهور بر بخش‌هایی از قانون اساسی و به‌ویژه قوانین قضائی را قبول نداشتند و آن را نمی‌پذیرفتند و کار و مسئولیت رئیس‌جمهور در اجرای قانون اساسی و نظارت بر آن متوقف و بدون اثر شده‌است».
[این بحث] البته فقط منحصر به روحانی و خاتمی هم نبوده‌است و محمود احمدی‌نژاد به‌عنوان رئیس‌جمهوری که تمام اصولگرایان از او حمایت می‌کردند نیز در اواخر کار خود در دولت دومش از اختیارات محدود رئیس‌جمهور گله می‌کرد.